# 담배 경고문

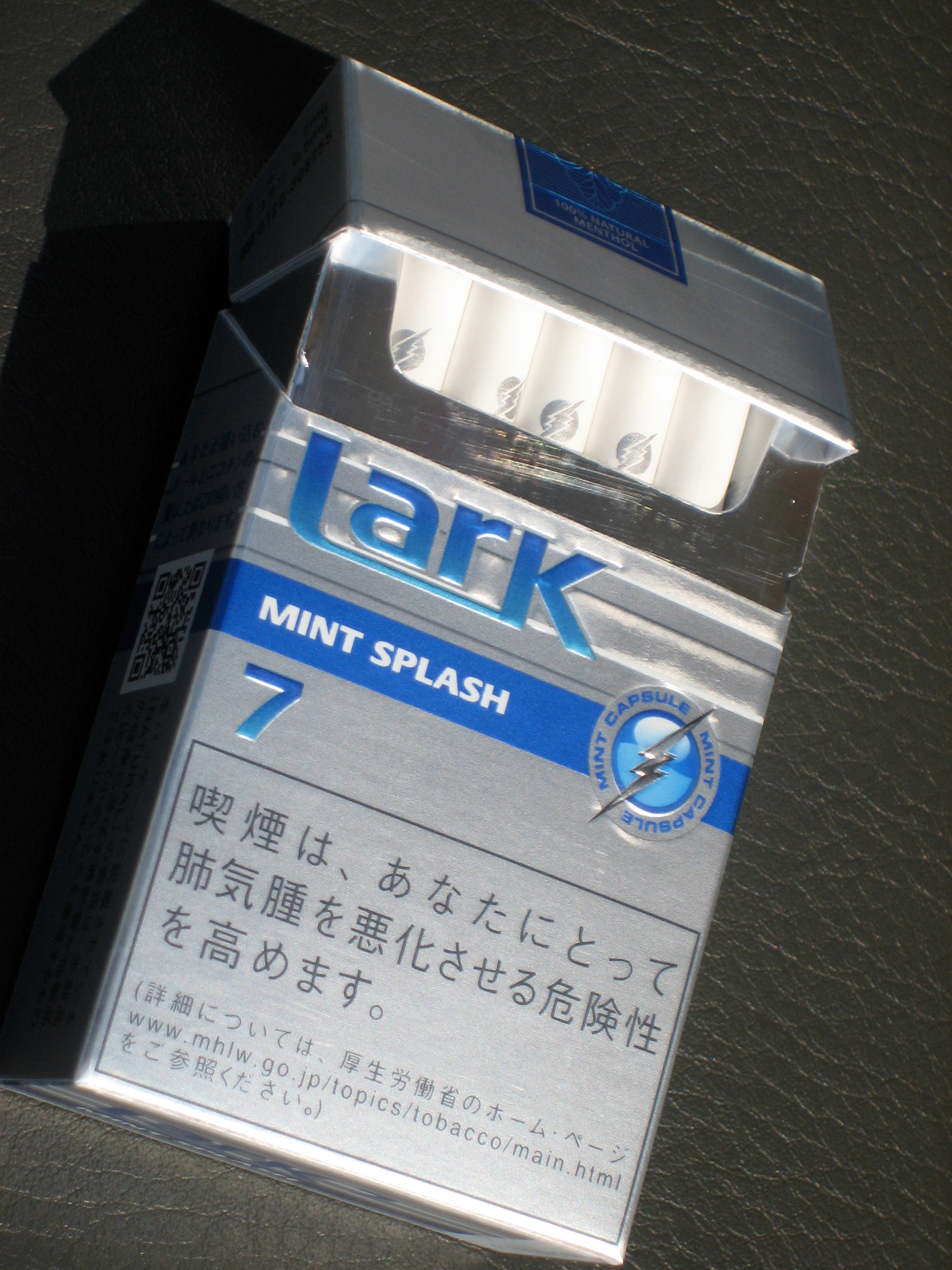
라크에 기재된 경고문 "흡연은 당신에게 있어서..."

담배 경고문(-警告文)은 담배의 포장 및 담배 관련 제품에 표시되어 있는 건강에 대한 경고이다. 이 경고는 흡연의 위험성을 널리 알리기 위한 것이다. 사진과 담배 경고 표시를 최초로 채용한 나라는 캐나다이다.

## 대한민국
2002년 담뱃갑에 경고문을 부착하자는 주장이 나온 이래로 13년동안 지지부진 하다가 담뱃갑에 흡연 피해 경고 그림을 넣도록 한 국민건강증진법 개정안이 2015년 5월 1일 국회 법사위 제2소위를 통과했다. 법제사법위원회와 본회의를 통과할 경우, 담뱃갑에 경고그림이 부착될 것으로 전망됐다.그러나 2016년, 법원에 기각되어 OO의 원인 흡연! 그래도 피우시겠습니까?(예시:후두암의 원인 흡연! 그래도 피우시겠습니까?)와 함께 질병과 흡연피해와 관련된 그림이 의무적으로 삽입했으며, 2018년에는 심근경색이 심장병으로 바꾸고 원래 문구는 OOO 위험, 최대 O배! 그래도 피우시겠습니까?(질병 전용), 흡연하면 OOO집니다(흡연과 관련된 피해 전용)로 바꾸고, 후두암,폐암,심장병,뇌졸중등 이미지가 바꾸었으며 조기사망 경고문도 추가했고, 2020년에 후두암을 제외한 모든 이미지가 수정했으며, 끝에 느낌표로 끝난다. 그러나 2022년, 폐암 경고문이 유럽연합에 쓰인 건강한 폐와 까만 폐의 비교 사진이 노담 광고에 등장한 적이 있다.

## 터키

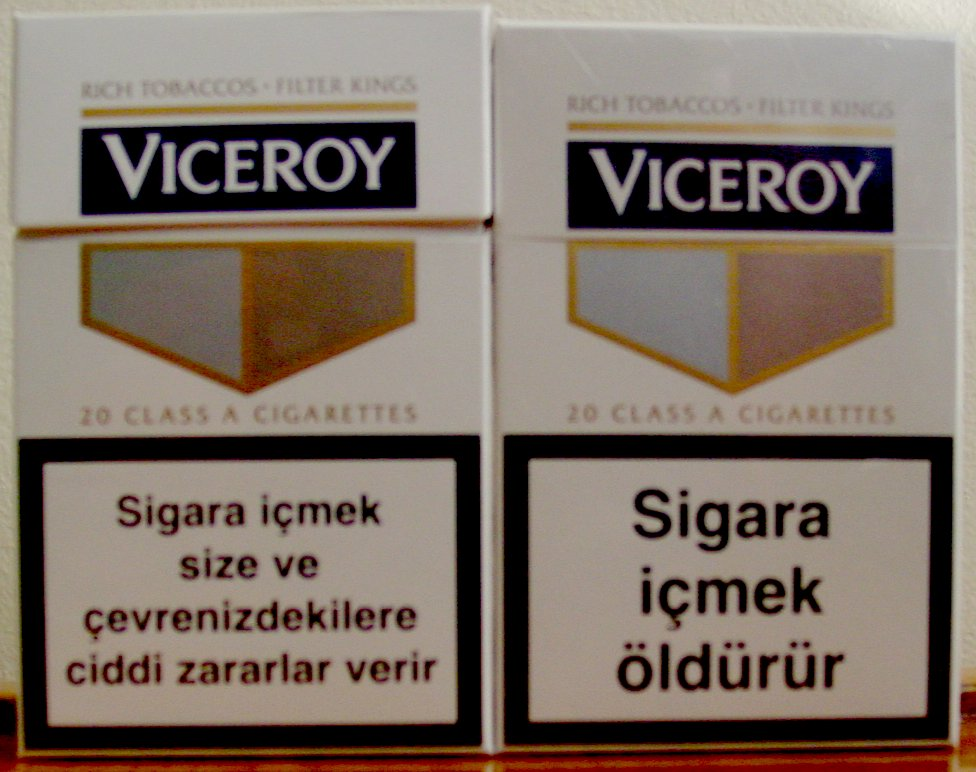
터키의 옛 담배에 붙어져있는 경고문구

2020년 1월 5일, 경고문이 사진과 문구만 있는 일반 담배 포장으로 바꿨다.
앞면 포장 (covers 65% of surface)
| Sigara içmek öldürür(흡연은 죽음입니다.) |

또는
| Sigara içmek size ve çevrenizdekilere ciddi zararlar verir(흡연은 당신뿐만아니라 당신 주변의 사람들에게도 심각한 해를 끼칩니다.) |

## 참조
1. ↑  담뱃갑 경고그림, 13년 만에 국회 문턱 넘을 듯

## 같이 보기
- 금연구역지정 사건